# Tōhoku Shinkansen
La Tōhoku Shinkansen (東北新幹線?) è una ferrovia ad alta velocità giapponese, a scartamento ordinario, che collega Tokyo e Aomori con un percorso di 674,9 km.

## Storia
L'inizio dei lavori data a partire dal 28 novembre 1971. Il 23 giugno 1982 viene aperto al traffico il tratto Ōmiya-Morioka, e circa tre anni dopo, il 14 marzo 1985, il tratto Ueno-Ōmiya.
Il 20 giugno 1991 viene raggiunta la stazione di Tōkyō con l'apertura della tratta da Ueno. Il traffico si attesta su elevati livelli e nell'ottobre 1998 viene raggiunto 1 miliardo di passeggeri trasportati.
L'apertura del tratto Morioka-Hachinohe avviene il 1º dicembre 2002. L'allungamento della linea fino alla stazione di Shin-Aomori è stato inaugurato il 4 dicembre 2010. Lungo quest'ultima tratta sono presenti due fra i più lunghi tunnel ferroviari del mondo: il tunnel di Iwate-Ichinohe, di 25,8 km e il tunnel di Hakkōda, di 26,5 km.

### Conseguenze del terremoto e maremoto del Tōhoku del 2011
Nel pomeriggio dell'11 marzo 2011 i servizi sull'intera linea sono stati sospesi a seguito del terremoto e maremoto del Tōhoku del 2011. JR East dichiarò che sarebbero state necessarie oltre 1100 piccole riparazioni fra Ōmiya e Iwate-Numakunai, fra cui tetti di stazioni crollati e piloni della rete elettrica danneggiati.
Il servizio è ripreso a pezzi lungo la linea fra Tōkyō a Nasushiobara il 15 marzo, e fra Morioka e Shin-Aomori il 22 marzo. La sezione fra Morioka e Ichinoseki riaprì il 7 aprile, fra Nasushiobara e Fukushima il 12 aprile, e il resto della linea attorno al 30 aprile. I treni sono poi ritornati a percorrere la linea a piena velocità il 23 settembre 2011.

## Servizi
La linea è quella che vede il maggior numero di servizi fra le linee Shinkansen giapponesi.
Al momento troviamo sei tipologie di fermate lungo la linea, di cui due che percorrono anche le linee Mini-shinkansen.
I servizi che percorrono solo la Tōhoku Shinkansen sono quattro:
- Hayabusa: percorre tutta la linea; le fermate principali sono Ōmiya, a Sendai e a Morioka, ma molti treni fermano anche in altre stazioni, ad esempio Ueno e Hachinohe, dal 2011. Dal 15 marzo 2014 alcuni treni fermano in una o più stazioni tra Sendai e Morioka;
- Hayate: stesso percorso e stesse fermate dell'Hayabusa, ma alcuni treni fermano anche in una o più stazioni tra Sendai e Morioka, come ad esempio Ichinoseki, dal 2002. Dal 15 marzo 2014 la maggioranza dei treni ferma a Ueno, Ōmiya e Sendai, poi in tutte le stazioni fino a Morioka, tuttavia, occasionalmente, verranno programmate delle corse, alcune delle quali dirette anche a Shin-Aomori, che salteranno tutte o alcune fermate fra Sendai e Morioka; inoltre, due servizi giornalieri collegano quest'ultima e Shin-Aomori;
- Yamabiko: fermate limitate fra Tōkyō e Sendai, poi fermate in tutte le stazioni fino a Morioka, dal 1982. Dal 1990 al 2004 è esistita la variante Super Yamabiko, effettuata con i treni della serie 200 tipo H, formati fino al 1991 da 13 carrozze di cui una Green car a due piani, e dal 1991 al 2004 da 16 carrozze, con una seconda Green car a due piani. Inoltre dal 1994 al 2012 è esistita la variante Max Yamabiko, effettuata dal 1994 al 1999 con materiale rotabile della serie E1 da 12 carrozze, e dal 1997 al 2012 con convogli della serie E4 da 8 carrozze o, in doppia composizione, da 16 carrozze; tutti i convogli che effettuavano servizio in questa variante erano composti da carrozze a due piani;
- Nasuno: ferma in tutte le stazioni fra Tōkyō e Kōriyama, dal 1995. Dal 1995 al 2012 è esistita la variante Max Nasuno, effettuata dal 1995 al 1999 con materiale rotabile della serie E1 da 12 carrozze, e dal 1997 al 2012 con convogli della serie E4 da 8 carrozze o, in doppia composizione, da 16 carrozze; tutti i convogli che effettuavano servizio in questa variante erano composti da carrozze a due piani.

Invece i servizi che continuano su una linea mini-shinkansen sono:
- Komachi: è accoppiato con il treno Hayabusa che porta lo stesso numero fino a Morioka (oppure, occasionalmente, Sendai), stazione da cui prosegue sull'Akita Shinkansen, dal 1997. I treni erano accoppiati con i corrispondenti Yamabiko fin quando questi ultimi non sono stati sostituiti dagli Hayate, dal 2002 al 14 marzo 2014. Dal 17 marzo 2013 al 14 marzo 2014 è esistita la variante Super Komachi, agganciata al corrispettivo Hayabusa, mentre i Komachi hanno continuato a essere accoppiati con gli Hayate; il 15 marzo 2014 i treni Super Komachi sono tornati a chiamarsi semplicemente Komachi, e da allora si agganciano agli Hayabusa;
- Tsubasa: è accoppiato con il treno Yamabiko con lo stesso numero fino a Fukushima, dalla quale prosegue sulla Yamagata Shinkansen, dal 1992.

Una tipologia è stata soppressa:
- Aoba: fermate in tutte le stazioni della tratta Tokyo - Sendai, in servizio dal 1982 al 1997 (poi integrato con i servizi Nasuno e alcuni Yamabiko). Dal 1994 al 1997 è esistita la variante Max Aoba, effettuata con treni della serie E1 da 12 carrozze a due piani.

A marzo 2013 la velocità massima della linea è di 110 km/h fra Tokyo e Ōmiya, 275 km/h fra Ōmiya e Utsunomiya, 320 km/h fra Utsunomiya e Morioka e 260 km/h fra Morioka e Shin-Aomori.

## Convogli utilizzati

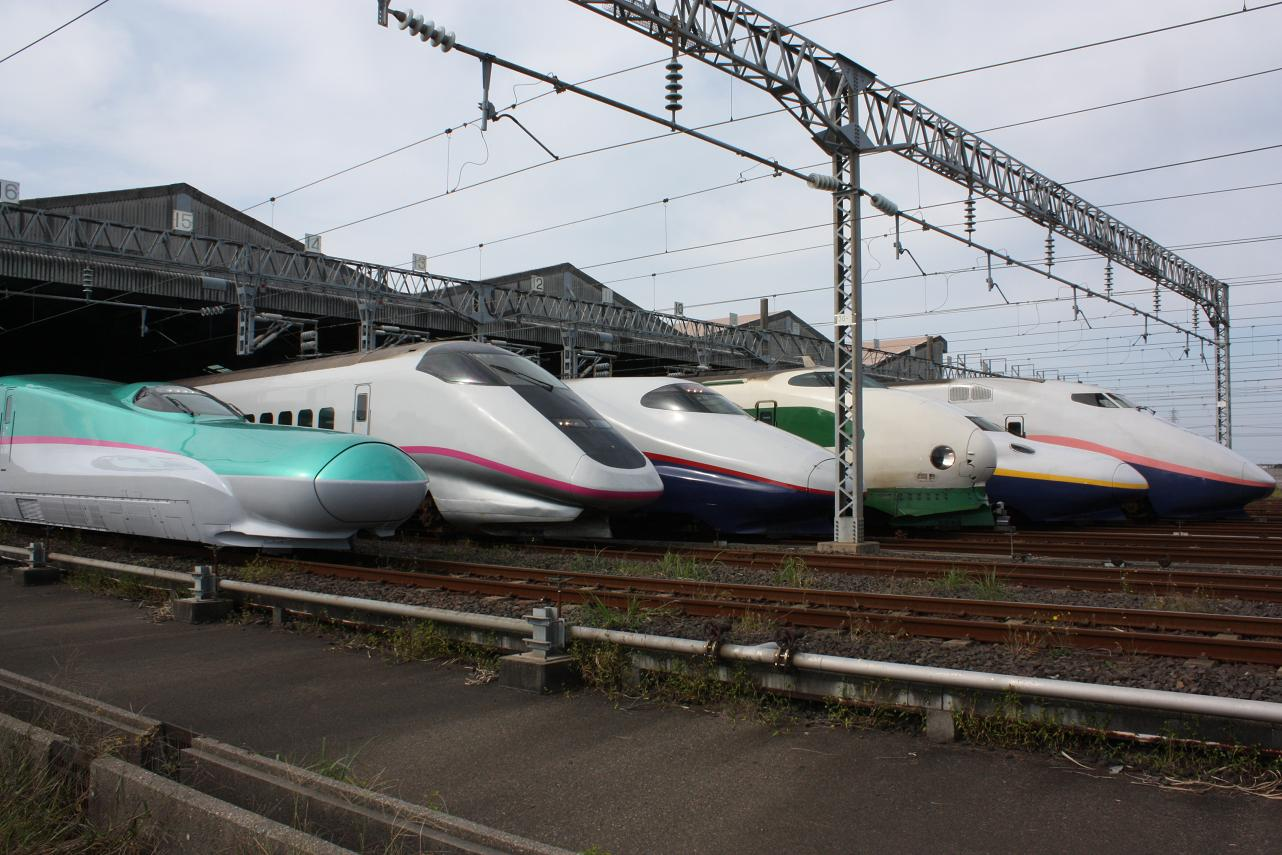
Tutti gli Shinkansen di JR East in esposizione al deposito di Niigata, 17 ottobre 2009.

I convogli attualmente utilizzati sulla linea e i relativi servizi sono:

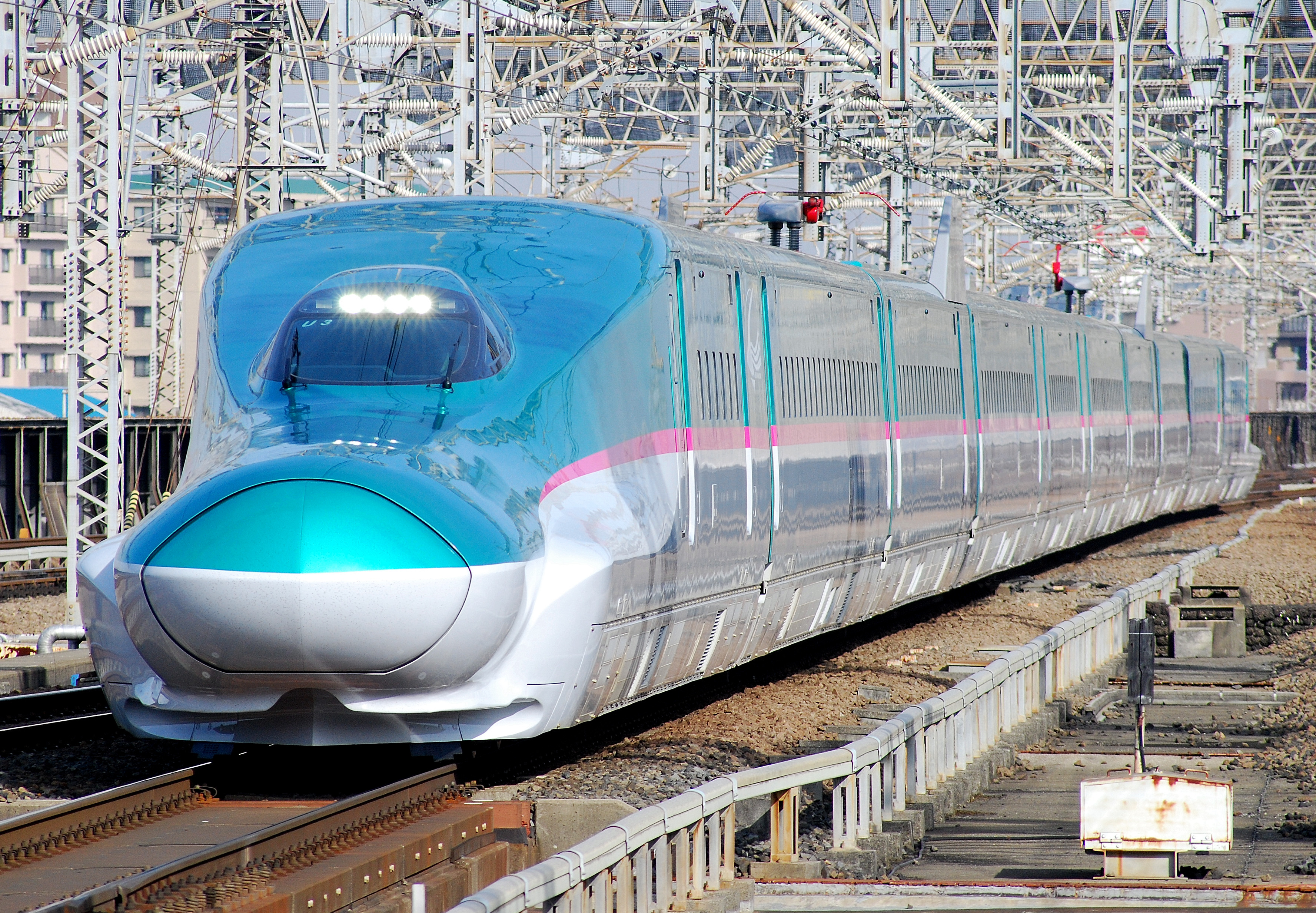
Lo Shinkansen Serie E5, il più veloce della tratta, in grado di viaggiare ai 320 km/h.

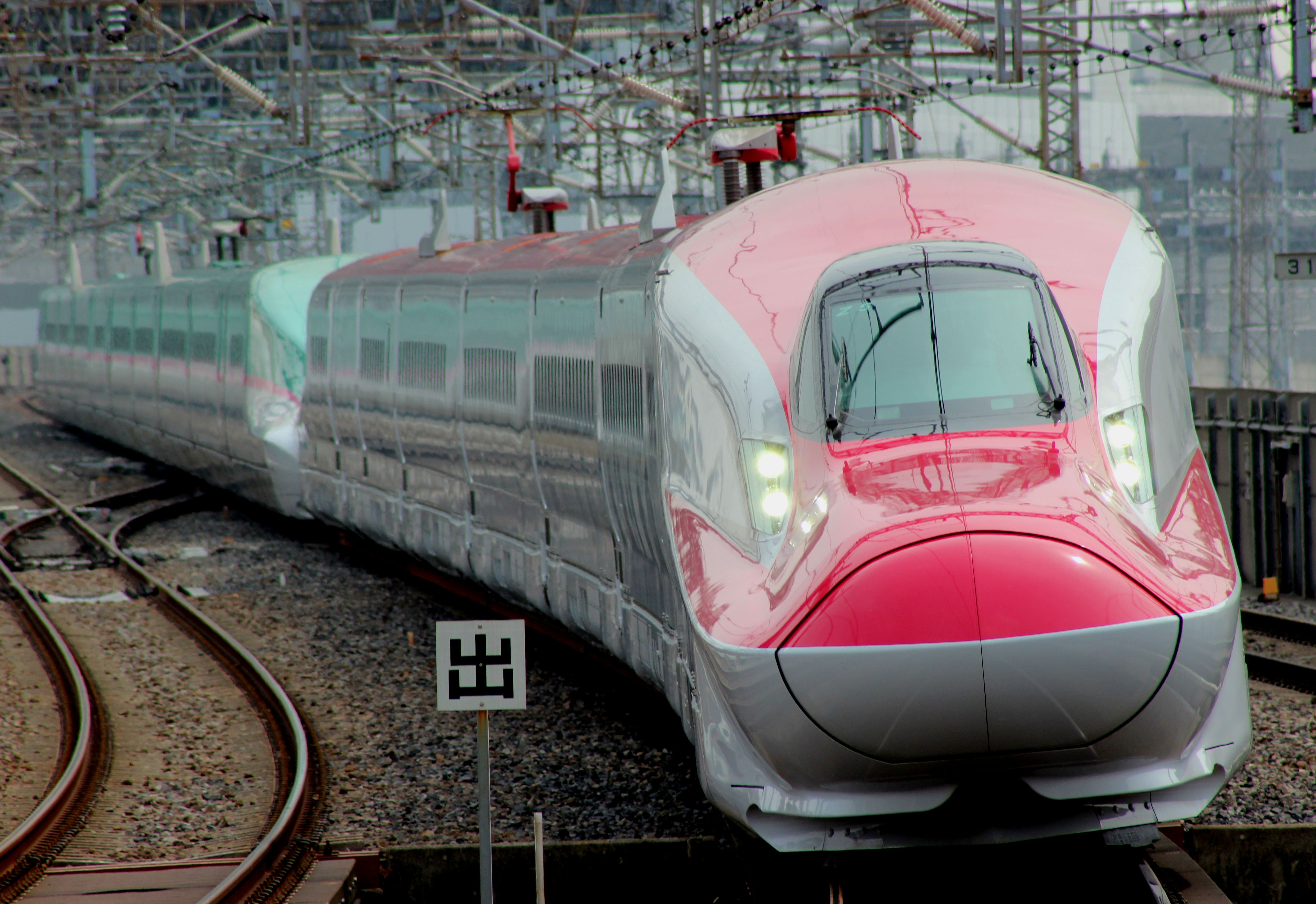
Uno Shinkansen Serie E6, il più recente entrato in servizio, in grado di raggiungere i 320 km/h, accoppiato con un treno della serie E5.

- Serie E2: Hayate / Yamabiko / Nasuno
- Serie E3: Komachi (fino al 14 marzo 2014) / Hayate (fino al 14 marzo 2014) / Yamabiko / Nasuno / Tsubasa (dal 2014)
- Serie E3-1000/E3-2000: Tsubasa  / Nasuno
- Serie E5: Hayabusa / Hayate (dal 19 novembre 2011) / Yamabiko (dal 19 novembre 2011) / Nasuno (dal 17 marzo 2012)
- Serie E6: Komachi / Super Komachi (fino al 14 marzo 2014) / Hayabusa (dal 15 marzo 2014) / Hayate (fino al 14 marzo 2014) / Yamabiko / Nasuno

Mentre questi sono i treni ritirati dal servizio:
- Serie 200 (1982 – novembre 2011): Yamabiko / Super Yamabiko / Aoba / Nasuno
- Serie 400 (1992-2008): Tsubasa / Nasuno
- Serie E4 (1997-2012): Max Yamabiko / Max Nasuno
- Serie E1 (luglio 1994 – dicembre 1999): Max Yamabiko / Max Aoba / Max Nasuno

## Percorso
| Stazione                                                                   | In giapponese | Distanza (km) (da Tokyo) | Luogo             | Luogo                 |
| -------------------------------------------------------------------------- | ------------- | ------------------------ | ----------------- | --------------------- |
| Tōkyō                                                                      | 東京          | 0,0                      | Chiyoda           | Tokyo                 |
| Ueno                                                                       | 上野          | 3,6                      | Taito             | Tokyo                 |
| Ōmiya                                                                      | 大宮          | 31,3                     | Ōmiya-ku, Saitama | Prefettura di Saitama |
| Oyama                                                                      | 小山          | 80,6                     | Oyama             | Prefettura di Tochigi |
| Utsunomiya                                                                 | 宇都宮        | 109,0                    | Utsunomiya        | Prefettura di Tochigi |
| Nasushiobara                                                               | 那須塩原      | 152,4                    | Nasushiobara      | Prefettura di Tochigi |
| Shin-Shirakawa                                                             | 新白河        | 178,4                    | Nishigō           | Prefettura Fukushima  |
| Kōriyama                                                                   | 郡山          | 213,9                    | Kōriyama          | Prefettura Fukushima  |
| Fukushima                                                                  | 福島          | 255,1                    | Fukushima         | Prefettura Fukushima  |
| Shiroishi-Zaō                                                              | 白石蔵王      | 286,2                    | Shiroishi         | Prefettura di Miyagi  |
| Sendai                                                                     | 仙台          | 325,4                    | Aoba-ku, Sendai   | Prefettura di Miyagi  |
| Furukawa                                                                   | 古川          | 363,8                    | Ōsaki             | Prefettura di Miyagi  |
| Kurikoma-Kōgen                                                             | くりこま高原  | 385,7                    | Kurihara          | Prefettura di Miyagi  |
| Ichinoseki                                                                 | 一ノ関        | 406,3                    | Ichinoseki        | Prefettura di Iwate   |
| Mizusawa-Esashi                                                            | 水沢江刺      | 431,3                    | Ōshū              | Prefettura di Iwate   |
| Kitakami                                                                   | 北上          | 448,6                    | Kitakami          | Prefettura di Iwate   |
| Shin-Hanamaki                                                              | 新花巻        | 463,1                    | Hanamaki          | Prefettura di Iwate   |
| Morioka                                                                    | 盛岡          | 496,5                    | Morioka           | Prefettura di Iwate   |
| Iwate-Numakunai                                                            | いわて沼宮内  | 527,6                    | Iwate             | Prefettura di Iwate   |
| Ninohe                                                                     | 二戸          | 562,2                    | Ninohe            | Prefettura di Iwate   |
| Hachinohe                                                                  | 八戸          | 593,1                    | Hachinohe         | Prefettura di Aomori  |
| Shichinohe-Towada                                                          | 七戸十和田    | 628,2                    | Shichinohe        | Prefettura di Aomori  |
| Shin-Aomori                                                                | 新青森        | 674,9                    | Aomori            | Prefettura di Aomori  |
| Prosecuzione dei treni via Hokkaidō Shinkansen fino a Shin-Hakodate-Hokuto |               |                          |                   |                       |